# سیبادک
سیبادک (اندونزیایی: Cibadak) شهری در استان جاوه غربی کشور اندونزی است. جمعیت این شهر بر اساس سرشماری سال ۱۹۹۰ میلادی، ۷۲٫۴۶۱ نفر و بر اساس سرشماری سال ۲۰۰۰ میلادی، ۱۶۶٫۱۴۴ بوده که در سال ۲۰۰۷ میلادی به ۲۶۳٫۹۰۷ نفر افزایش یافته‌است.